# Japão nos Jogos Olímpicos de Verão de 1936
Japão participou dos Jogos Olímpicos de Verão de 1936 em Berlim, na Alemanha.

## Desempenho

### Natação
Masculino
| Atleta(s)        | Evento      | Eliminatórias | Eliminatórias | Semifinal | Semifinal | Final | Final             |
| Atleta(s)        | Evento      | Tempo         | Posição       | Tempo     | Posição   | Tempo | Posição           |
| ---------------- | ----------- | ------------- | ------------- | --------- | --------- | ----- | ----------------- |
| Masanori Yusa    | 100 m livre | 57.8 Q        | 4º            | 57.5 Q    | 1º        | 57.9  | Medalha de prata  |
| Shigeo Arai      | 100 m livre | 57.7 Q        | 3º            | 57.9 Q    | 2º        | 58.0  | Medalha de bronze |
| Masaharu Taguchi | 100 m livre | 57.5 Q        | 1º            | 57.9 Q    | 2º        | 58.1  | 4º                |